# Projector de diapositives

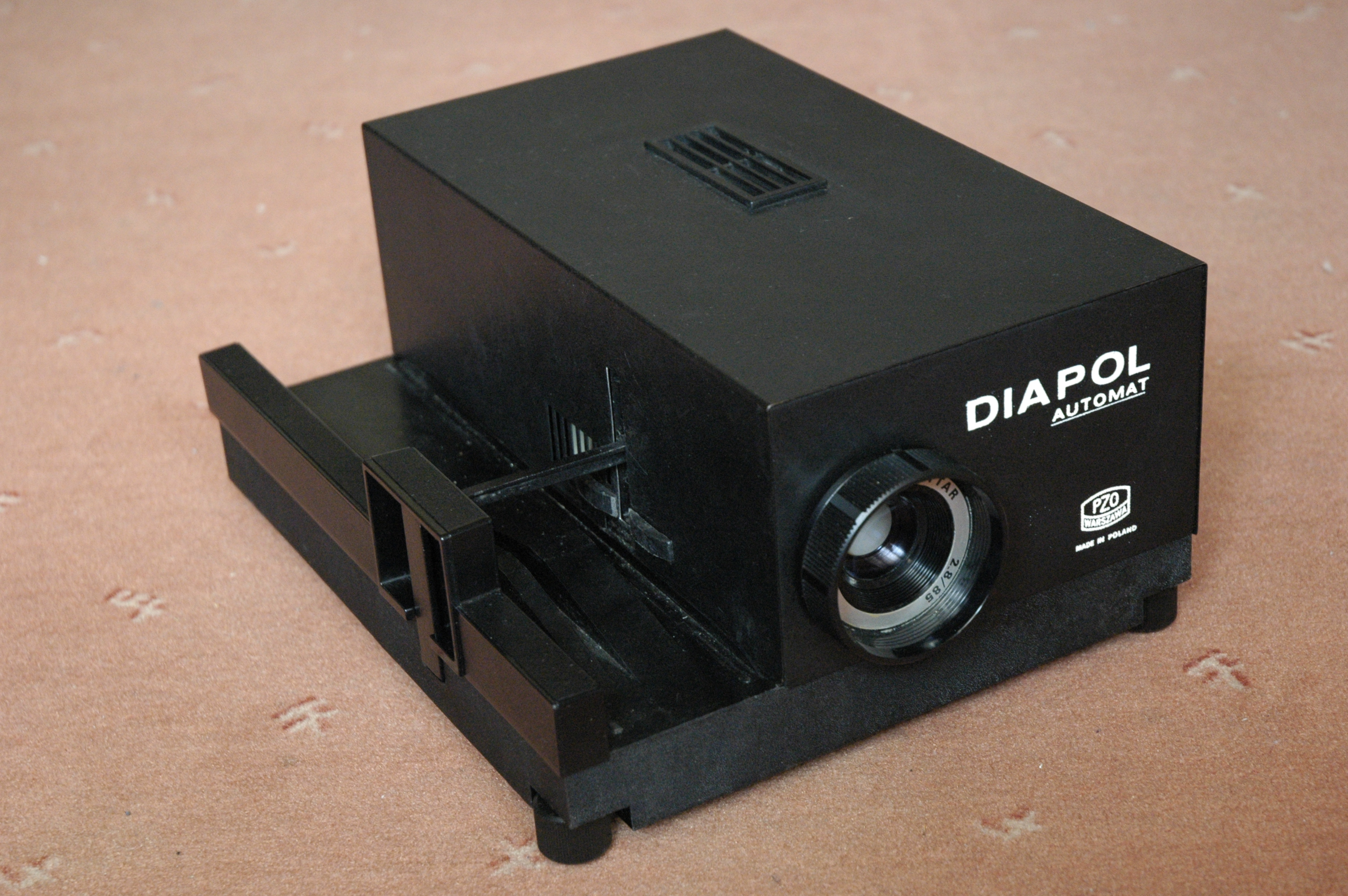
Projector de diapositives "Diapol Automat"

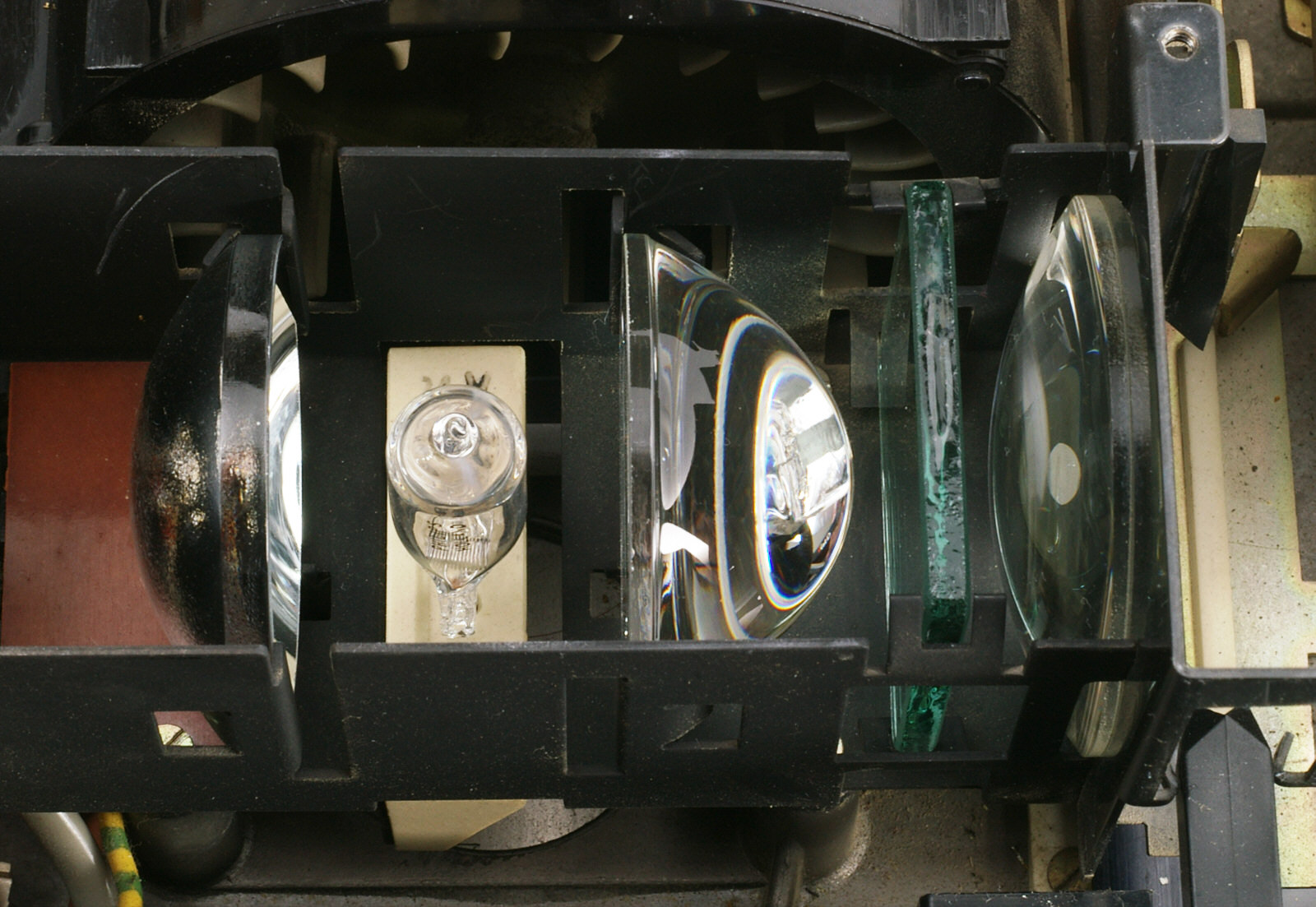
El bulb lumínic i el joc intern de lents.

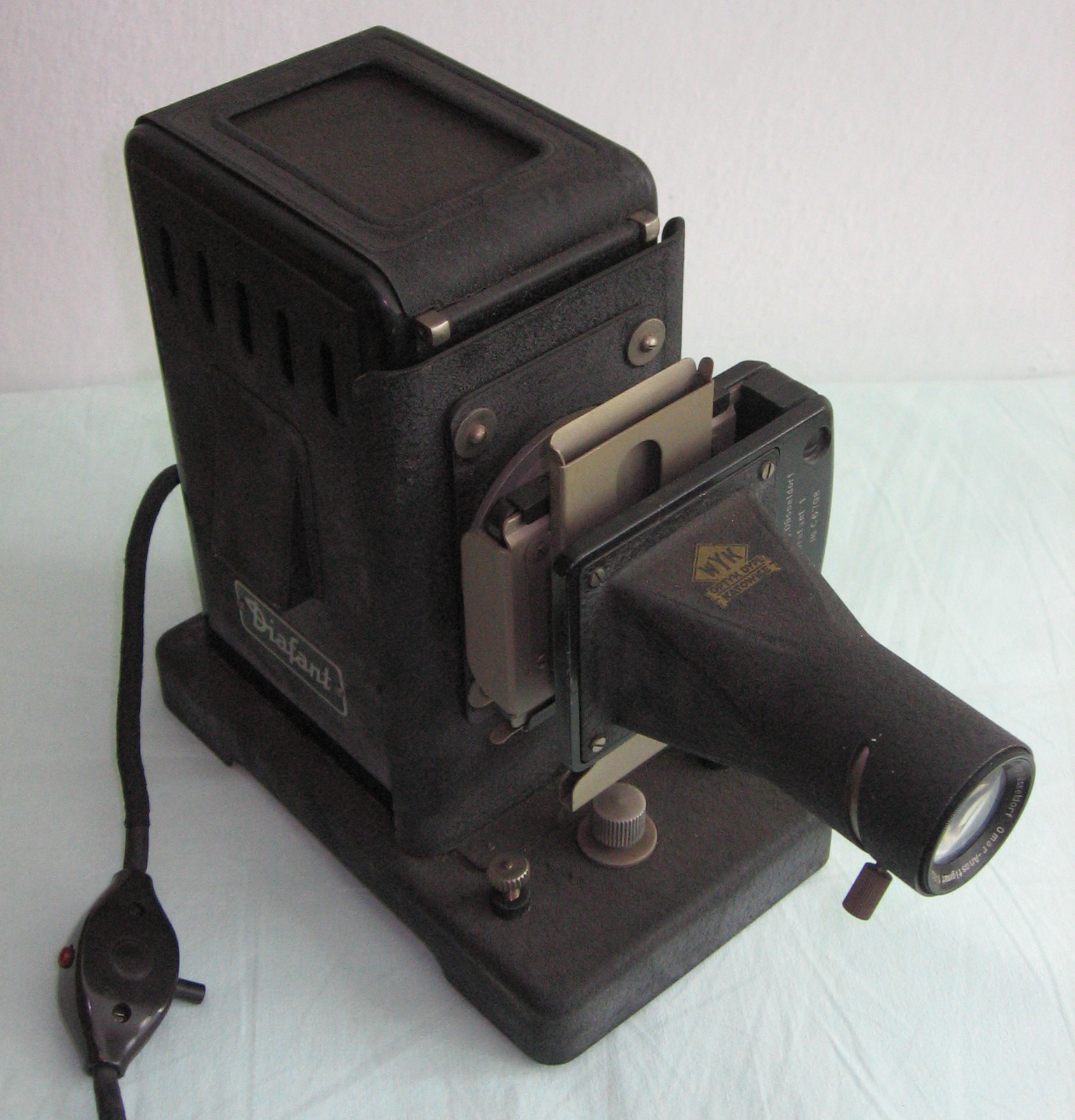
Projector de diapositives dels anys quaranta.

Un  projector de diapositives  és un dispositiu òptic-mecànic que serveix per veure diapositives (transparències fotogràfiques) projectades sobre una superfície llisa, com una paret.
Una diapositiva és una pel·lícula de film (de 3 × 2 cm aprox.) disposada dins d'un marc de plàstic (de 4 × 5 cm aprox.). Aquests marcs es disposen en cassettes (carcasses sostenidores, amb tapa) amb espai per a diverses desenes de diapositives.
Els cassettes poden ser rectes o circulars, depenent del tipus de projector.

## Parts del projector
El projector té quatre elements principals:
- Una làmpada (o una altra font de llum intensa) refredada amb ventilador.
- Un reflector.
- Lents condensadores que dirigeixen la llum (la fan convergir) cap a la diapositiva.
- Un aparell que disposa i canvia les plaques de plàstic que sostenen les diapositives.
- Lents d'enfocament (que permeten enfocar la imatge d'una diapositiva posant-la sobre el focus).
- Una peça plana de vidre que absorbeix l'escalfor i que generalment es posa entre les lents condensadores i la diapositiva, per evitar que aquesta es faci malbé. Aquest vidre transmet les ones electromagnètiques dins del rang visible per l'ull humà, però absorbeix els infraroigs.

## Funcionament
La llum passa a través de la diapositiva i les lents transparents, i la imatge resultant és engrandida i projectada cap a una pantalla perpendicular plana perquè l'audiència pugui veure el seu reflex.
La imatge es pot projectar en una pantalla plana per a diapositives, generalment usada en presentació automàtica, per a visió propera. Aquesta forma de projecció evita que l'audició interrompi els raigs de llum, o xoc el projector.

## Finalitat d'ús
Els projectors de diapositives eren comuns des de la dècada del 50 fins a mitjans de la del 90 a
a) A la llar com a forma d'entreteniment, els membres d'una família o amics es reunien per veure diapositives, generalment de fotografies familiars.
b) A les escoles i universitats com projeccions audiovisuals acadèmiques: eren utilitzats pels professors i alumnes per a les classes, conferències i exposicions, ja que la projecció ampliada de diapositives en colors constitueix un dels auxiliars més útils i pràctics en la didàctica.
L'ús casolà i acadèmic dels projectors de diapositives ha estat reemplaçat per les impressions en paper (de cost molt més baix), les càmeres digitals, els reproductors de DVD (a la pantalla del televisor), les presentacions de diapositives virtuals digitalitzades en format *. ppt o *. pps que s'obren amb Microsoft Power Point o altres programes de diapositives equivalents (en el monitor de l'ordinador), i associats amb els projectors digitals multimèdia, que projecten a la paret les imatges que apareixen a la pantalla de l'ordinador.

## Tipus de projectors
- Projector de diapositives en carrusel (inclou els projectors estil  tray )
- Projector dual de diapositives
- Projector de diapositives de format gran
- Retroprojector  ("overhead projector")
- Projector de diapositives (d'una en una, de forma manual)
- Projector de diapositives estèreo, projecta simultàniament dues diapositives amb diferent polarització: si es mira amb lents polaritzats, les diapositives semblen tenir tres dimensions).
- Existeix també el visor de diapositives que no és pròpiament un projector, sinó, com indica el seu nom, un instrument òptic per veure individualment les diapositives, i que consisteix en una petita caixa amb lupa per veure les imatges amb gran augment.